# 第9偵察隊
第9偵察隊（だいきゅうていさつたい、JGSDF 9th Reconnaissance Unit）は、陸上自衛隊弘前駐屯地（青森県弘前市）に駐屯していた第9師団隷下の機甲科（偵察）部隊で、2024年（令和6年）3月20日に廃止され第9戦車大隊と統合され、第9偵察戦闘大隊に改編された。

## 概要
第9師団の情報収集専任部隊として第9師団の行動に必要な情報を偵察警戒車、軽装甲機動車や偵察用オートバイなどの車両や各種偵察用器材を使用して情報収集する任務にあたっていた。隊長は2等陸佐が充てられ、隊旗はだいだいの大隊旗を使用する。

## 沿革
第9混成団偵察中隊
- 1957年（昭和32年）
  - 2月20日：第9混成団偵察中隊が大和駐屯地に編成。
  - 3月25日：第9混成団偵察中隊が大和駐屯地から八戸駐屯地へ移駐[1]。

第9偵察隊
- 1962年（昭和37年）8月15日：第9混成団の第9師団への改編に伴い、第9混成団偵察中隊が第9偵察隊に改称。
- 1968年（昭和43年）3月25日：第9偵察隊が八戸駐屯地から弘前駐屯地へ移駐。
- 2010年（平成22年）3月26日：第9師団の即応近代化師団改編に伴う改編。

1. 軽装甲機動車が配備。
2. 後方支援体制変換に伴い、整備部門を第9後方支援連隊第2整備大隊偵察直接支援小隊へ移管。

- 2024年（令和06年）
  - 3月15日：隊旗返還式を挙行[2]。
  - 3月20日：第9偵察隊（弘前駐屯地）が廃止。廃止後は岩手駐屯地に機能を移し、第9戦車大隊（大和駐屯地）と統合され、第9偵察戦闘大隊が新編[3]。

## 廃止時の部隊編成
- 第9偵察隊本部
- 第9偵察隊本部付隊
- 電子偵察小隊
- 第1偵察小隊
- 第2偵察小隊

装備車両の部隊表示は、全て「9偵」

## 整備支援部隊
- 第9後方支援連隊第2整備大隊偵察直接支援小隊「9後支-2-偵」（弘前駐屯地）：2010年（平成22年）3月26日から2024年（令和6年）3月20日の間。

## 主要装備
- 87式偵察警戒車
- 82式指揮通信車
- 軽装甲機動車
- 偵察用オートバイ
- 1/2tトラック / 73式小型トラック
- 1 1/2tトラック / 73式中型トラック
- 3 1/2tトラック / 73式大型トラック
- 89式5.56mm小銃